# Sexto Vistílio
Sexto Vistílio (em latim: Sextus Vistilius) foi um antigo romano, que ocupou o cargo de pretor e se suicidou quando Tibério era imperador.
Sexto Vistílio, que havia sido pretor e amigo de Nero Cláudio Druso, irmão mais novo do imperador Tibério, causou desconforto no imperador por criticar a moral do seu sobrinho-neto, o futuro imperador Calígula. Ele então cortou os pulsos, amarrou-os, e escreveu uma carta ao imperador, pedindo perdão. Ao receber uma resposta impiedosa, ele abriu de novo os pulsos e morreu.
Historiadores modernos supõem que ele foi irmão de Vistília, mãe de Milônia Cesônia, esposa de Calígula; e/ou que ele era pai da prostituta Vistília;